# Cerapachys besucheti
Cerapachys besucheti é uma espécie de formiga do gênero Cerapachys.